# Inmigración colombiana en el Reino Unido
Los colombianos en el Reino Unido son los ciudadanos británicos o residentes que poseen orígenes o ascendencia colombiana. La población de origen colombiano era de 160.329 habitantes. Los colombianos constituyen la segunda mayoría de latinoamericanos en el Reino Unido, y en una escala global, la comunidad se ubica como la octava mayor población colombiana en el exterior.

## Historia
La migración latinoamericana hacia Europa creció rápidamente desde mediados de la década de 1960. Los primeros inmigrantes consistieron refugiados chilenos y argentinos, estos fueron seguidos por los colombianos y muchos otros grupos de América Latina en la década de 1970.
Muchos colombianos llegaron al Reino Unido mediante visados para trabajar principalmente en los servicios domésticos y las industrias de restauración, sin embargo, como muchas visas comenzaron a agotarse, muchos colombianos permanecieron ilegalmente en el Reino Unido. Hacia la década de 1990 unos 80.000 latinoamericanos estaban residiendo en Londres, siendo la mayoría de Colombia. Los colombianos en el Reino Unido tienden a proceder de zonas urbanas del país como Bogotá, Cali, Medellín y Palmira, aunque algunos vienen de las ciudades más pequeñas y las zonas rurales.
Hay alrededor de tres etapas de la migración colombiana hacia el Reino Unido: entre 1975 y 1979 muchos emigraron bajo el sistema de permisos de trabajo para ocupar predominantemente puestos laborales en los servicios domésticos de bajo pago. Entre 1980 y 1986 muchos parientes y familiares de los primeros inmigrantes llegaron al Reino Unido, muchos de ellos pronto se convirtieron en inmigrantes ilegales debido a que se superaba el plazo del visado. Otra etapa, en la que un número significativo de solicitantes de asilo político llegaron al Reino Unido, fue entre 1986 y 1997, cuando miles emigraron debido a la violencia guerrillera y paramilitar en Colombia. Este es el periodo en el que el mayor número de colombianos llegó al Reino Unido, aunque un número significativo sigue migrando hoy como la población colombiano-británica se expande en su segunda generación.
Históricamente, el Reino Unido era el destino europeo más popular para los migrantes colombianos, a pesar de la falta de vínculos históricos que son evidentes con España. España junto a varios otros países europeos eran denominados anteriormente como la «reserva de mano de obra migrante». Sin embargo, desde el comienzo del nuevo milenio, España se ha convertido en un destino clave en Europa para los inmigrantes colombianos y ahora es el país que alberga la mayor comunidad colombiana en el continente, seguida por la del Reino Unido.

## Estadísticas
El censo de 2001 registró 12.331 personas de origen colombiano que vive en el Reino Unido. La Oficina Nacional de Estadísticas estimó en 2009 unos 22.000 colombianos. Según una estimación, los colombianos ahora conforman el segundo subgrupo de los latinoamericanos en Gran Bretaña detrás de los brasileños que forman 160.000 habitantes. En un artículo publicado por el Instituto de Políticas de Migración se estimó que la población colombiana en el Reino Unido era alrededor de 90.000 desde 2003. La mayoría abrumadora de los colombianos en el Reino Unido viven en Londres, aunque dentro de la capital están bastante bien dispersos. A pesar de esto, los números más grandes se encuentran en los distritos de Lambeth, Islington, Southwark y Camden. Fuera de Londres, las concentraciones de colombianos también se encuentran en las ciudades del norte de Inglaterra de Sunderland, Leeds y Newcastle.
| Año    | 1997 | 1998 | 1999 | 2000 | 2001 | 2002 | 2003  | 2004  | 2005  | 2006  | 2007  |
| ------ | ---- | ---- | ---- | ---- | ---- | ---- | ----- | ----- | ----- | ----- | ----- |
| Número | 185  | 272  | 296  | 381  | 375  | 945  | 1 000 | 1 290 | 1 500 | 1 580 | 1 845 |

### Solicitudes de asilo
Las solicitudes de asilo de los colombianos en el Reino Unido comenzaron a subir en 1996, alcanzaron su punto máximo en 1997 y disminuyeron desde entonces (con la excepción de 1999, que registró un aumento sostenido). El aumento repentino de las solicitudes de asilo entre 1996 y 1997 podría vincularse con la violencia paramilitar y guerrillera en Colombia. Además la fuerte caída en las solicitudes en 1998 podría estar asociada con la introducción de restricciones de visado. Durante los primeros años del siglo XXI se ha mantenido un número estable de solicitudes de asilo. En el cuadro siguiente se presenta un desglose de las solicitudes recibidas de asilo en el Reino Unido entre 1993 y 2002.
| Año                                         | 1993 | 1994 | 1995 | 1996  | 1997  | 1998 | 1999  | 2000  | 2001 | 2002 | 2003 |
| ------------------------------------------- | ---- | ---- | ---- | ----- | ----- | ---- | ----- | ----- | ---- | ---- | ---- |
| Número de solicitudes                       | 380  | 405  | 525  | 1 005 | 1 330 | 425  | 1 000 | 505   | 360  | 420  | 220  |
| Número de reconocidos como refugiados       | 5    | 5    | <5   | 10    | 20    | 150  | 5     | 60    | 40   | 45   | 15   |
| Número de permisos excepcionales concedidos | 10   | 15   | 5    | 5     | 25    | 60   | 5     | 60    | 55   | 20   | 5    |
| Números de asilos negados                   | 80   | 390  | 210  | 365   | 380   | 810  | 155   | 1 755 | 660  | 415  | 315  |

Las regiones con el mayor número de colombianos solicitantes de asilo en materia de ayuda en 2001 fueron Londres y el norte de Inglaterra.